# Herman Servotte
Herman Servotte (Gent, 19 mei 1929 - Leuven, 24 januari 2004) was een Belgisch rooms-katholiek priester, hoogleraar en vicerector aan de Katholieke Universiteit Leuven.

## Levensloop
In 1953 werd Servotte tot priester gewijd. Hij werd leraar aan de normaalschool Pius X in Antwerpen. Hij vertrok naar de Verenigde Staten voor een jaar studie aan de Yale University en behaalde bij zijn terugkeer in Leuven een doctoraat in de Germaanse talen met het proefschrift The Narrator in English Fiction. In 1962 werd hij hoogleraar aan het departement Germaanse Filologie van de Katholieke Universiteit Leuven en doceerde er Engelse hedendaagse literatuur. Hij verwierf een grote reputatie als bevlogen docent, zeer toegewijd aan zijn studenten.
Van 1964 tot 1970 was hij president van het nieuwe Johannes XXIII-seminarie voor priesteropleidingen in Leuven. Van 1971 tot 1981 was hij vicerector van de Katholieke Universiteit Leuven.
Gedurende tientallen jaren schreef hij haast elke week recensies over Engelse literatuur in De Standaard der Letteren en leerde aan opeenvolgende generaties in Vlaanderen de appreciatie aan voor Engelse literatuur.
Servotte was ook docent van het in de eerste licentie van de Faculteit Letteren en Wijsbegeerte verplichte vak Godsdienstwetenschappen, waarbij hij aanmoedigde tot kritisch leren luisteren naar en in dialoog gaan met het denken over religie.
Toen paus Johannes Paulus II in 1985 de universiteit van Leuven bezocht, hield rector Pieter De Somer een merkwaardige rede over de academische vrijheid van het onderzoek. Er werd algemeen aangenomen dat voor deze rede Servotte in grote mate de tekstmaterie had geleverd.
Hij begeleidde gezins- en bezinningsgroepen, gaf retraites, was vanaf 1980 actief in de universitaire parochie, en schreef talrijke werken over geloof, de Bijbel, de evangelies, meestal gepubliceerd bij de uitgeverijen Patmos en Averbode. Na zijn emeritaat in 1994 werd hij pastoraal medewerker in de universitaire parochie.
Hij was medestichter in 1981 van de Belgian Association of Anglicists in Higher Education (BAAHE) en was er van 1981 tot 1987 ondervoorzitter of voorzitter van.
Op zijn drieënvijftigste werd hij getroffen door de ziekte van Parkinson en streed hier moedig tegen gedurende meer dan twintig jaar. Hij overleed aan een hartaanval.

## Eerbetuigingen
- Aan de Katholieke Universiteit Leuven werd het Fonds Herman Servotte opgericht, met als doel "om aan de inspirerende nalatenschap van Herman Servotte recht te doen, en om de wetenschappelijke studie van de Engelstalige literatuur en de brede bekendmaking ervan te bevorderen en te ondersteunen".[2]
- De Prijs Herman Servotte werd in 2006 in de schoot van de Faculteit Wijsbegeerte en Letteren opgericht, ter nagedachtenis van Servotte. De inhuldigingsrede werd gehouden door Nadine Gordimer. De prijs werd uitgereikt aan:[3]
  - 2006: Maria Boletsi.
  - 2008: Katrien Bollen.
  - 2010: Lies Xhonneux.
  - 2012: Anoush Khorikian.
  - 2014: Evelyn Johanna Austin.
  - 2016: Melanie Hacke.
  - 2018: Sanne Ongersma.
  - 2020:
- Er is jaarlijks een Herman Servotte lezing en er worden Herman Servottebeurzen toegekend.
- Een door de KU Leuven gebouwde studentenresidentie, op het adres Parkstraat 53, draagt de naam Herman Servotte.

## Publicaties
- Trends and Types in English Literature, 1961.
- T.S. Eliot, Four Quartets (vertaald, ingeleid en van commentaar voorzien door Herman Servotte), Antwerpen, De Nederlandsche Boekhandel, 1983.
- Hedendaagse Engelse Literatuur, 1989.
- Literatuur als Levenskunst, De Nederlandsche boekhandel.
- De Simulators, De Nederlandsche boekhandel.
- De zee en de spiegel, Pelckmans, 1993.
- Lucas literair, 1994.
- Four Quartets, Pelckmans, 1996.
- Matteüs literair, Averbode, 1997.
- Mattheus opnieuw.
- Johannes literair.
- Zo was het, misschien..., Davidsfonds, 1998.